# Xixiu
Xixiu (en chino, 西秀; pinyin, Xīxiù) es un distrito urbano bajo la administración directa de la Prefectura Anshun en la Provincia de Guizhou, República Popular China.  Su área es de 1728 km² y su población total para 2010 superó los 765 mil habitantes.

## Administración
Desde julio de 2020, el  Distrito Xixiu se divide en 25 pueblos que se administran en 8 subdistritos,  10 poblados, 2 villas y 5 villas étnicas. 